# Sicheltanne

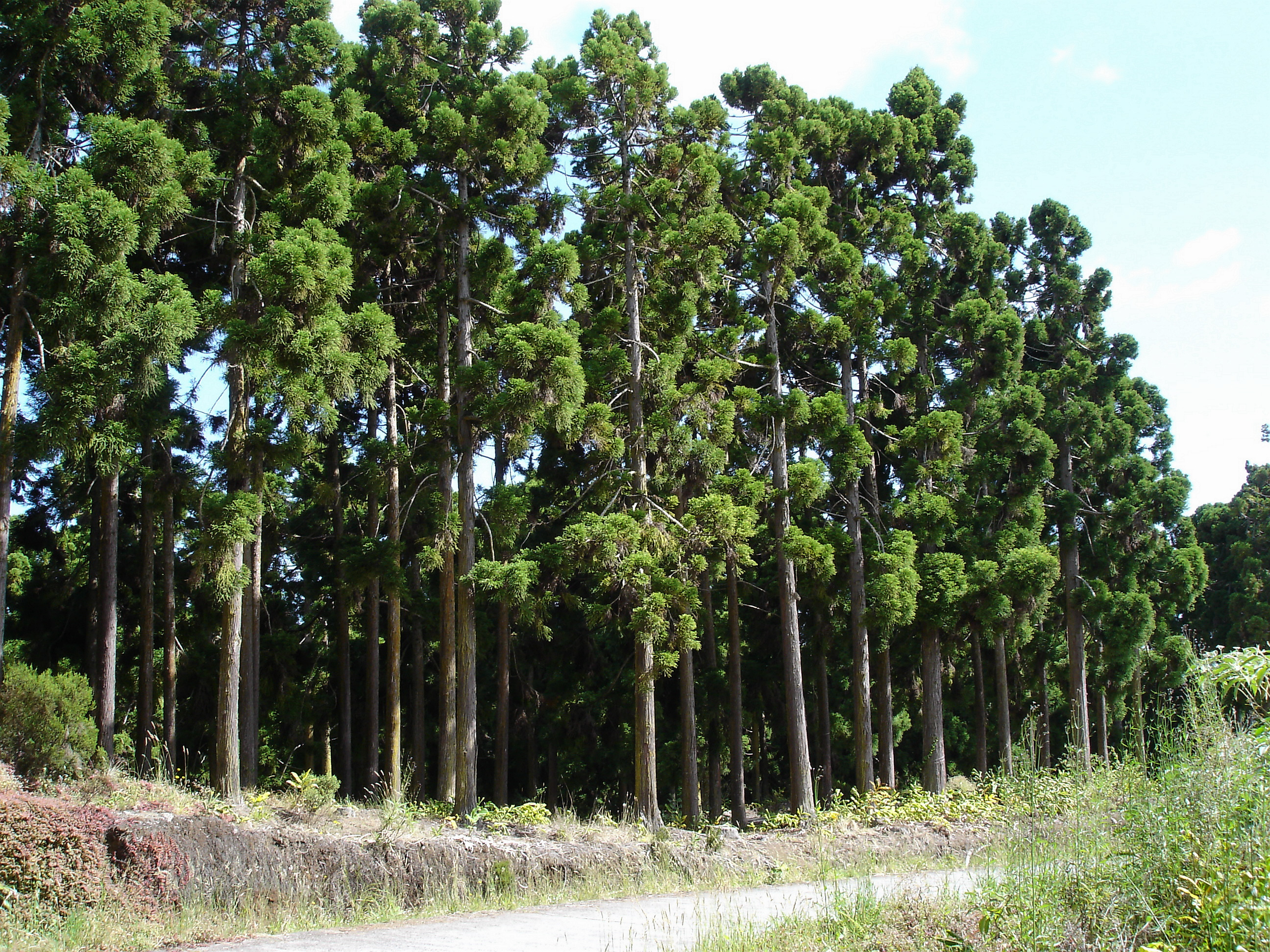
Wuchsform im Forst

Die Sicheltanne (Cryptomeria japonica) oder Sugi (japanisch 杉), auch Japanische Zeder genannt, ist die einzige Pflanzenart der monotypischen Gattung Cryptomeria in der Familie der Zypressengewächse (Cupressaceae).

## Beschreibung

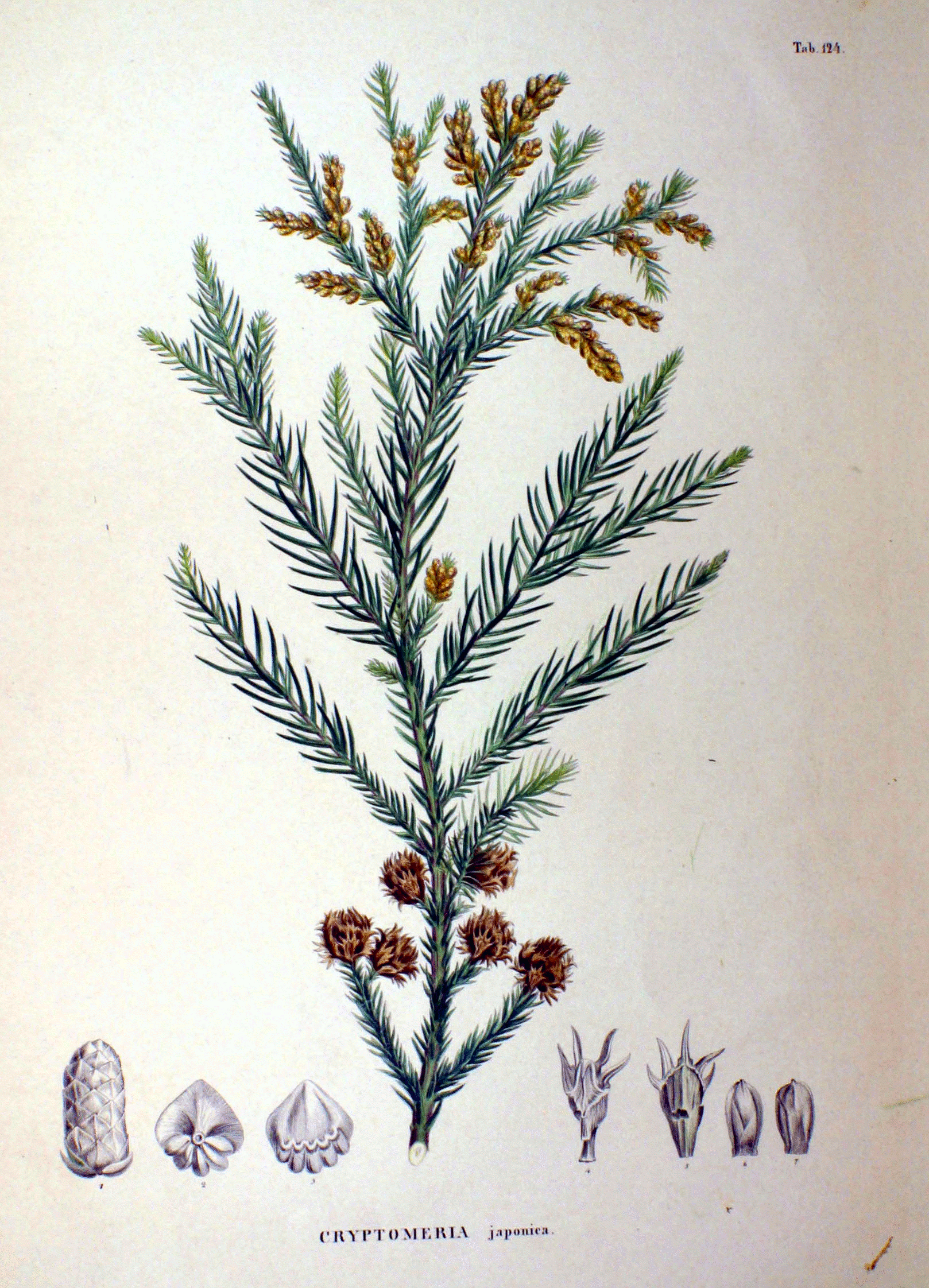
Illustration

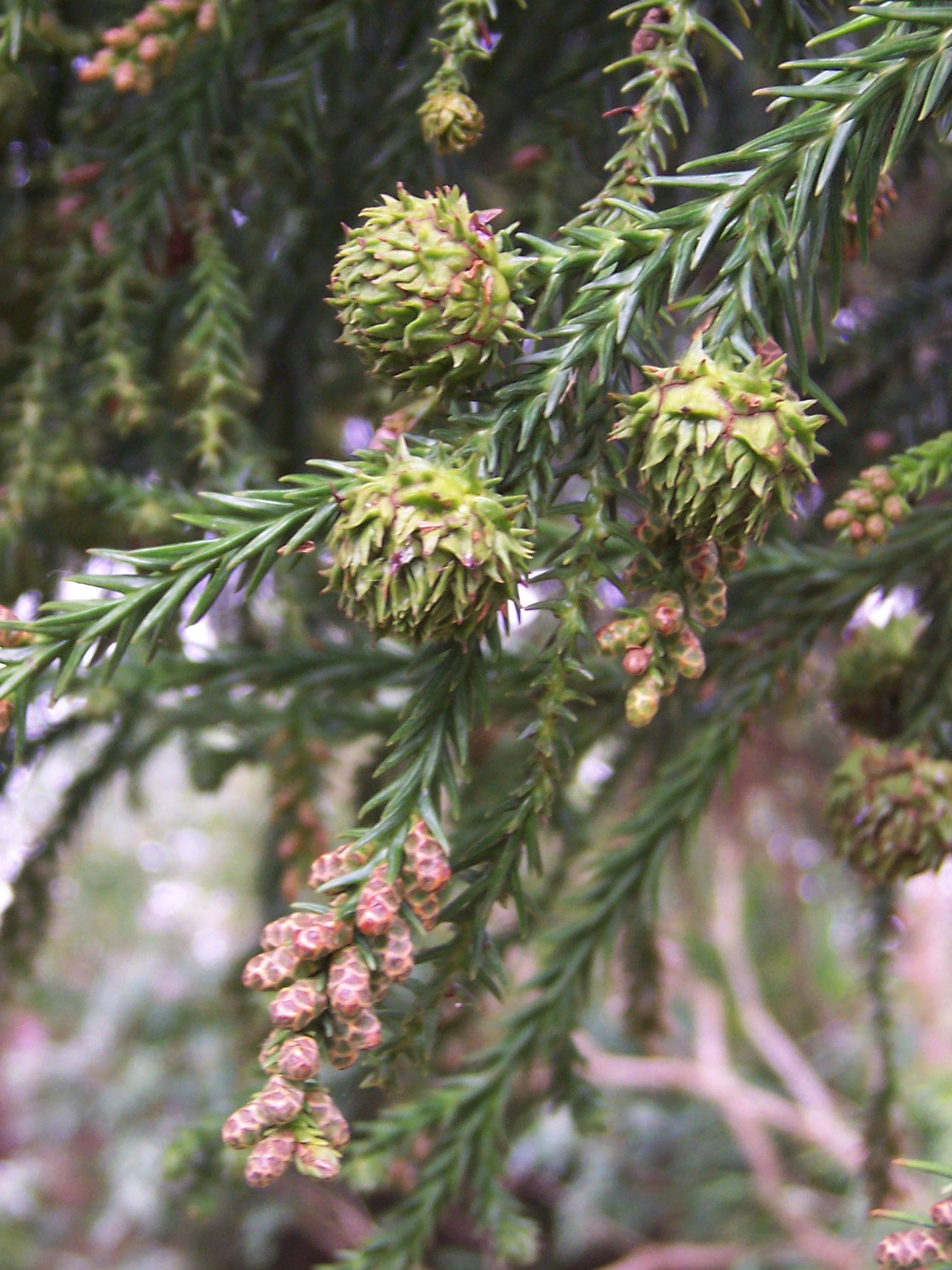
Zweige mit Zapfen

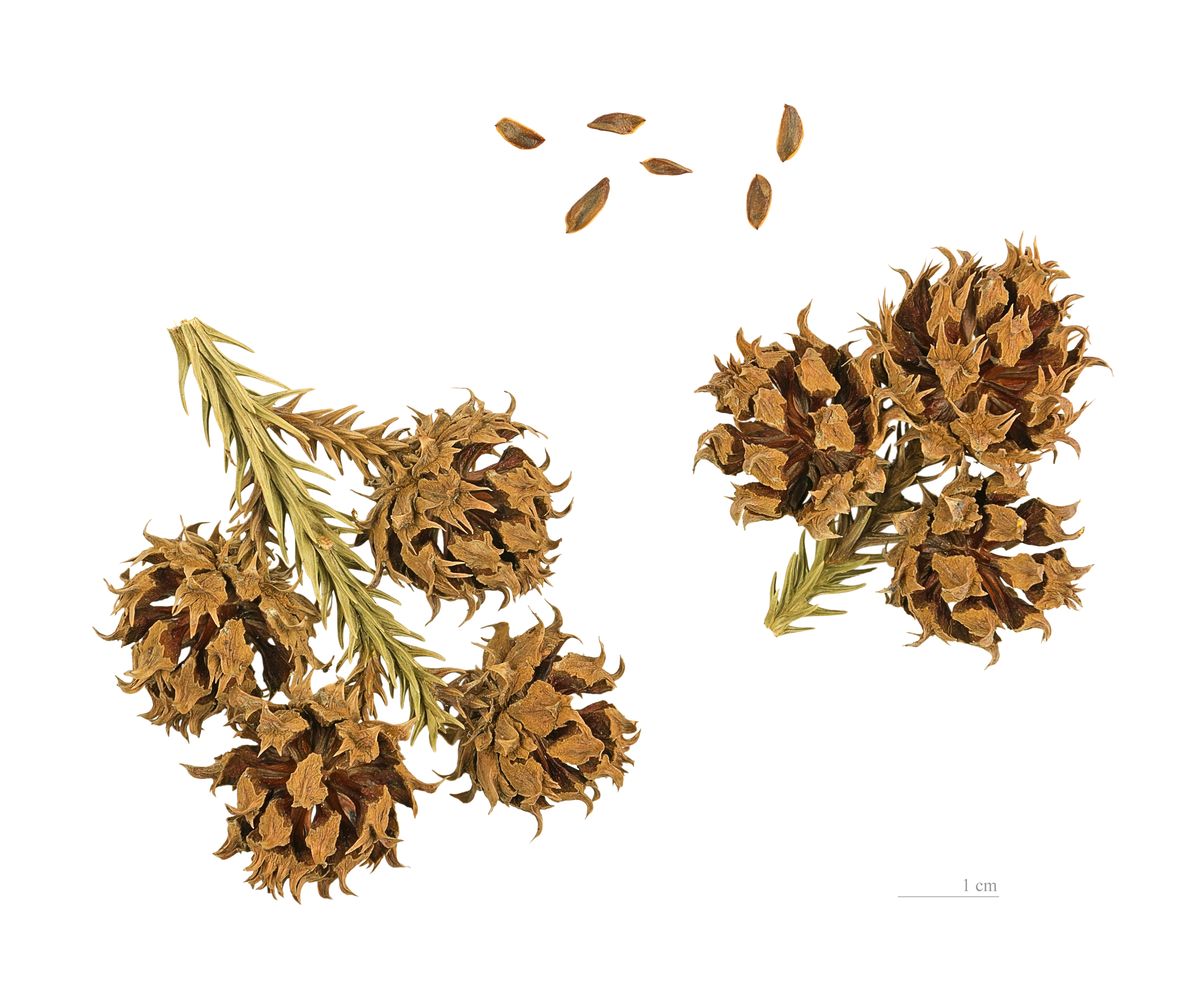
Reife Zapfen am Zweig und Samen

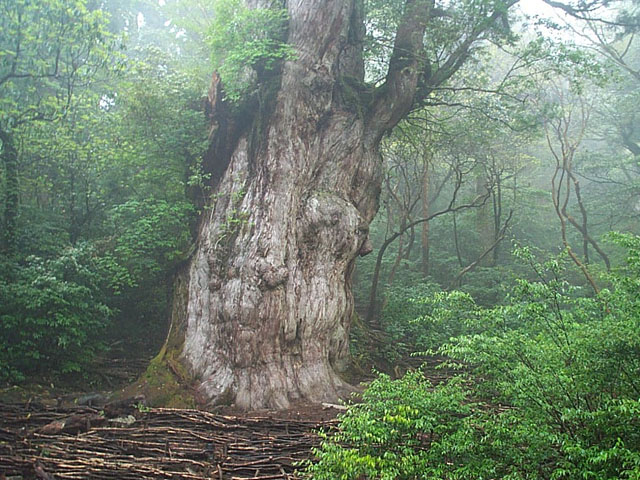
Jōmon Sugi auf Yakushima, mit 2170 bis 7200 Jahren eines der ältesten Exemplare dieser Art

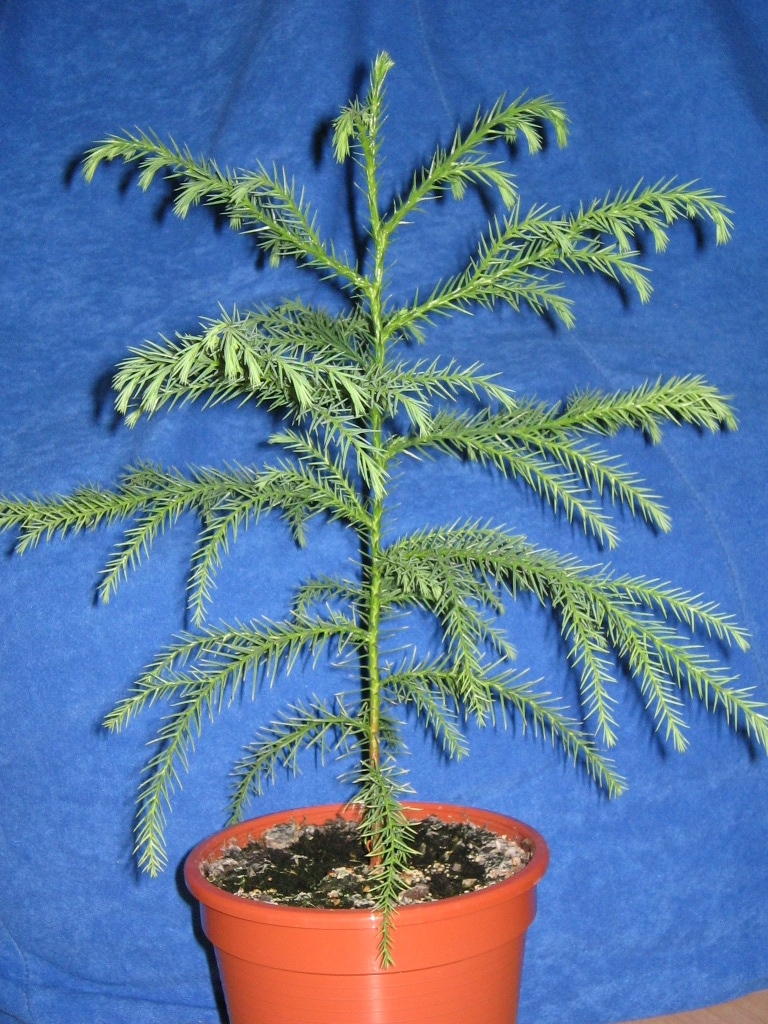
Sicheltanne im Alter von einem Jahr

### Erscheinungsbild
Die Sicheltanne ist ein immergrüner Baum, der in seiner Heimat Wuchshöhen von 50 Metern erreichen kann, in Mitteleuropa nur etwa 15 Meter. Der Stamm ist gerade und schlank. Die relativ weiche Borke ist zunächst auffällig rotbraun und wird im Alter dunkelbraun; sie löst sich in Längsstreifen vom Stamm. Die Baumkrone ist dicht beastet, kegelförmig oder pyramidal und schließt im Gipfel rund ab. Die langen jungen Zweige sind oft hängend, wobei die chinesische Varietät schlaffere Zweige aufweist als die japanische.

### Nadeln
Die frischgrünen harten Nadeln sind bis zu 30 Millimeter lang und zugespitzt, ihre Basis läuft am Zweig herab. Die chinesische Varietät hat längere Nadeln als die japanische. Die Nadeln stehen spiralig am Zweig, sind sichelförmig gebogen (daher Sicheltanne) und haben auf beiden Seiten Spaltöffnungsreihen.

### Blüten, Zapfen und Samen
Die Sicheltanne ist einhäusig getrenntgeschlechtig (monözisch).
Die männlichen Zapfen stehen in den Achseln von Nadelblättern in Gruppen von etwa 20 am Ende von Seitenzweigen. In unreifem Zustand sind sie grün, im reifen gelb bis orange. In Japan sind die Pollen, die von Februar bis April auftreten, der häufigste Verursacher von Heuschnupfen, auch weil die Bäume etwa 12 % der Landesfläche ausmachen. Die weiblichen Zapfen stehen am Ende von kurzen Zweigen und sind zur Blütezeit nach unten geneigt. Sie ähneln einem Brause-/Duschkopf. Pro Zapfenschuppe werden (zwei bis) drei Samenanlagen gebildet, die in der Achsel der Deckschuppe stehen. Nach der Bestäubung wachsen die Zapfen heran und wenden sich um etwa 180° nach oben, sodass die reifen, braunen Zapfen aufrecht an gekrümmten Stielen stehen. Sie sind bis 3 Zentimeter lang. Zur Reife sind Samen- und Deckschuppe im unteren Bereich zu weiten Teilen miteinander verwachsen, und nur die Spitzen sind frei. Die Samenschuppe zeichnet sich durch meist fünf dornförmige Zähne aus, die Spitze der Deckschuppe ist nach hinten gebogen. Bei der Sicheltanne ist nicht selten ein Durchwachsen der Zapfen zu beobachten, bei denen oben aus dem Zapfen ein kurzer beblätterter Zweig steht. Die Samen reifen im Jahr der Bestäubung, sie sind etwa 6 Millimeter lang und schmal geflügelt. Die Zapfen verbleiben am Baum.

### Chromosomenzahl
Die Chromosomenzahl beträgt 2n = 22, selten auch 33.

## Vorkommen
Die Sicheltanne ist in Ostasien heimisch und gilt als Tertiärrelikt. Ihre ursprüngliche Heimat ist China und Japan (siehe Varietäten).
Die Sicheltanne bevorzugt kühle feuchte Gebiete, wo sie sich als raschwüchsig erweist.

## Systematik
Die Erstveröffentlichung erfolgte 1781 unter dem Namen (Basionym) Cupressus japonica Thunb. ex L.f. Die Neukombination zu Cryptomeria japonica erfolgte 1839 durch David Don.
Es gibt zwei Varietäten:
- Cryptomeria japonica Thunb. ex L.f.) D.Don var. japonica (Syn.: Cupressus japonica Thunb. ex L.f., Taxodium japonicum (Thunb. ex L.f.) Brongn.): Sie ist nur in Japan heimisch, und zwar von Kyūshū bis ins nördliche Honshū in Höhenlagen von 0 bis 2000 Metern.
- Chinesische Sicheltanne Cryptomeria japonica var. sinensis Miq. ((Syn.: Cryptomeria kawaii Hayata, Cryptomeria mairei H.Lév.) Nakai, Cryptomeria fortunei Hooibr. ex Billain): Ihre Heimat sind die chinesischen Provinzen Fujian, Jiangxi, Sichuan, Yunnan sowie das nordwestliche Zhejiang; sie kommt in Höhenlagen von 1100 bis 2500 Metern vor. Sie wird von manchen Autoren als eigenständige Art Cryptomeria fortunei angesehen.

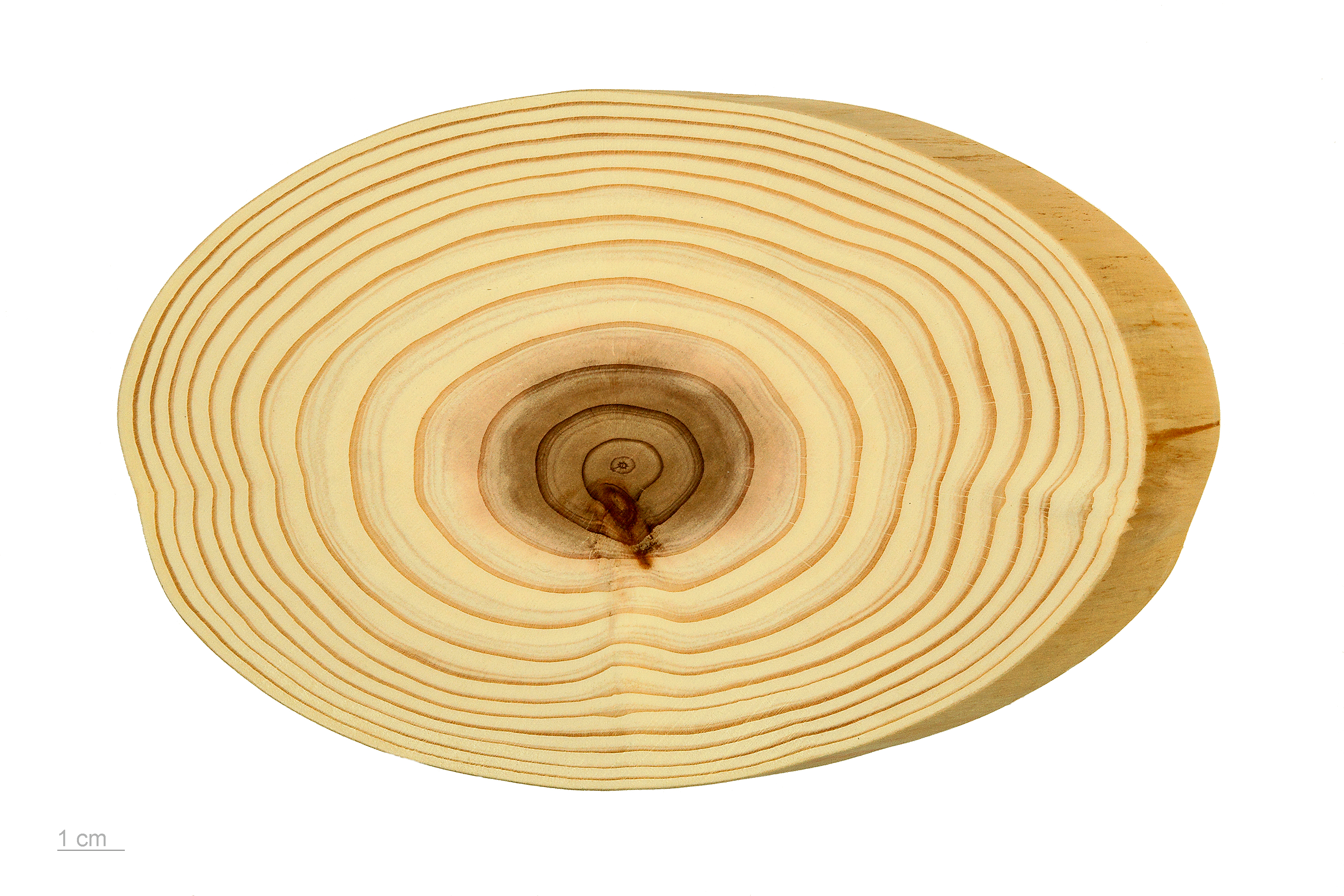
Stammquerschnitt

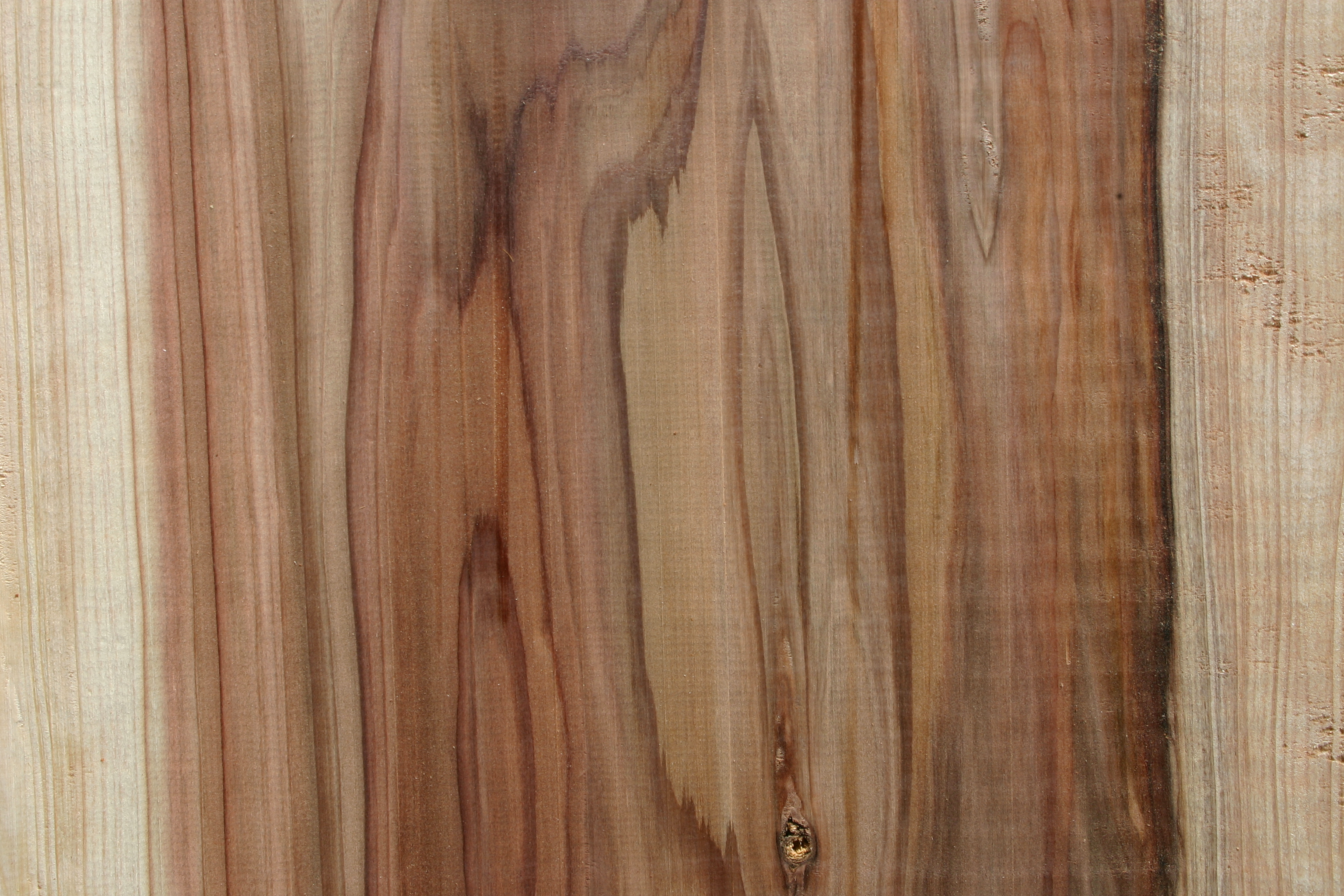
Holz der Cryptomeria japonica

## Nutzung
In Asien wurde die Sicheltanne als Forstbaum weit verbreitet, so unter anderem im indischen Darjeeling und Sikkim, wo sie als Dhuppi bezeichnet wird.
Nach Europa wurde die Art 1842 aus China und 1861 aus Japan eingeführt. In mitteleuropäischen Parks und Gärten wird sie nur selten als Zierpflanze verwendet.
Auf den Azoren wächst die Sicheltanne inzwischen auf 60 % der Forstflächen.
In Japan wird aus dem Holz und den Blättern das ätherische Sugiöl gewonnen. Das Baumharz enthält unter anderem Phenolsäure.

### Schnittholz
Das Holz der Cryptomeria japonica ist rosa bis rötlich gefärbt, duftet aromatisch und ist dauerhaft, obwohl es weich und leicht ist und sich einfach bearbeiten lässt. Eingesetzt wird es traditionell zur Herstellung von Holzfässern und anderen Gefäßen, zum Möbel- und Innenausbau, teilweise auch als Bauholz und zur Fertigung von Furnier und Sperrholz.
Das trockene Holz hat eine Dichte von 300–420 kg/m3.
Das Elastizitätsmodul beträgt axial 8017 MPa, radial 753 MPa und tangential 275 MPa.

#### Daisugi

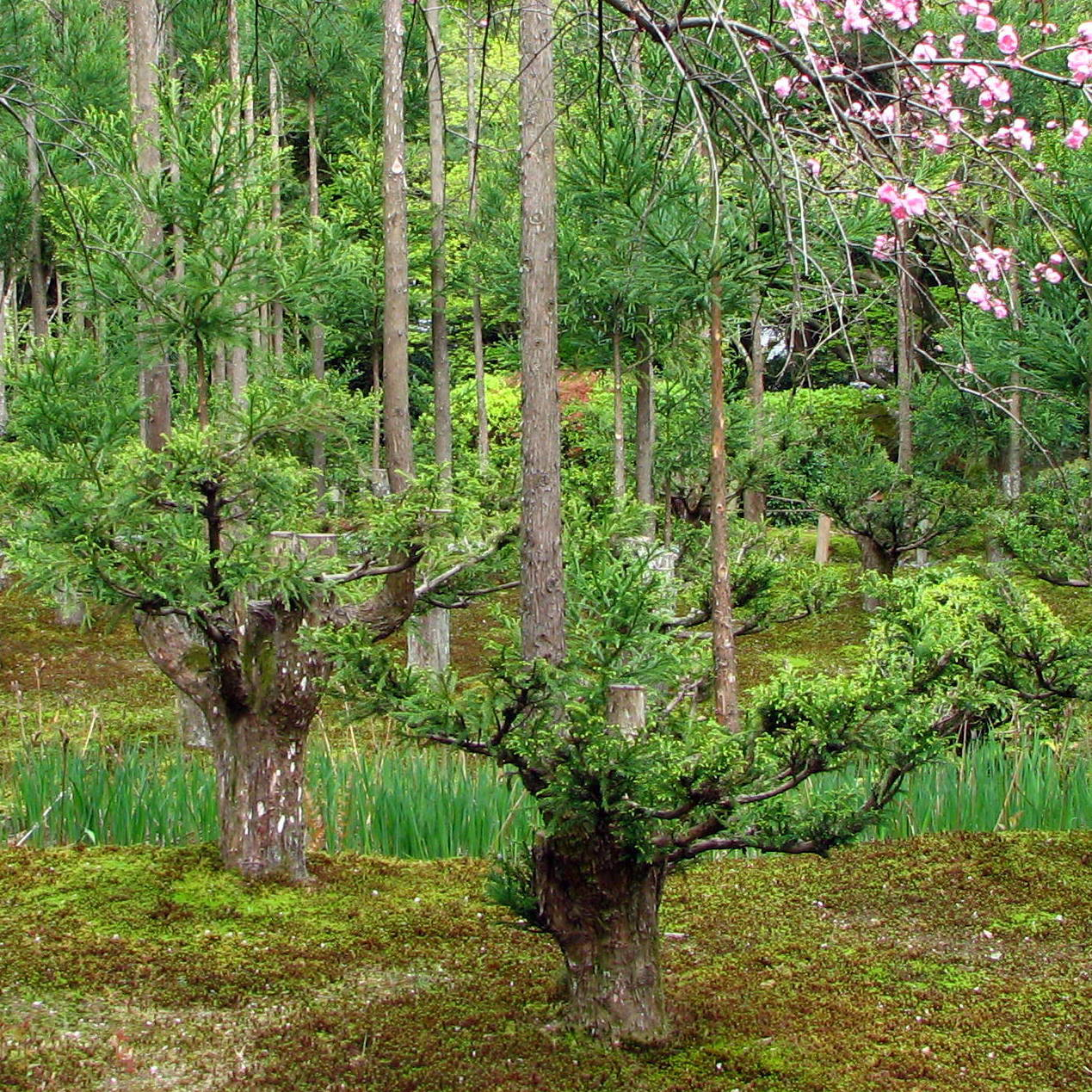
Daisugi-Bäume im Ryoan-ji-Garten, Kyoto (April 2008)

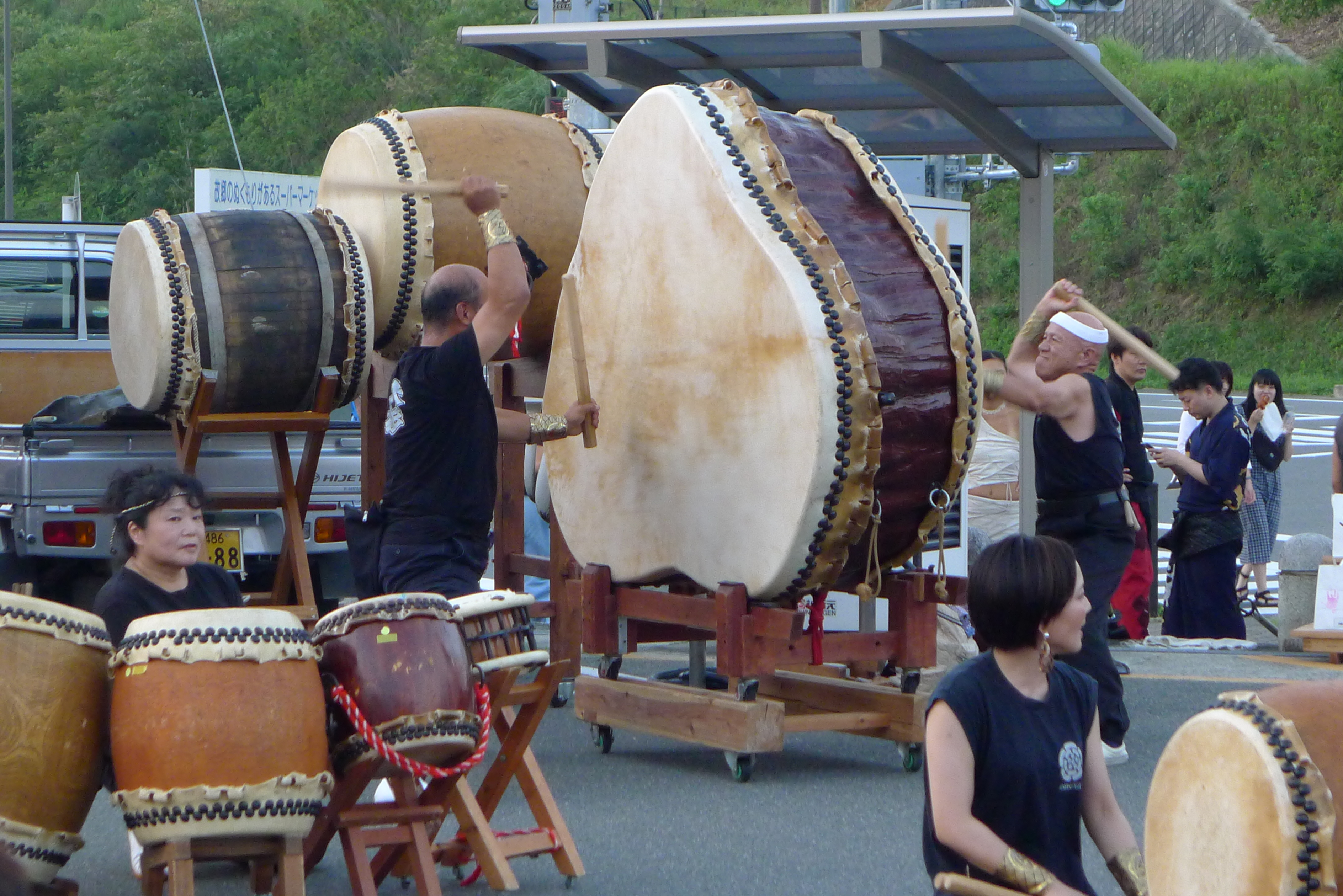
Bildmitte: Mannshohe zweifellige japanische Rahmentrommel hirado taiko aus einer Daisugi-Plattform

In Japan wird seit dem 14. bzw. 15. Jahrhundert auch eine als „Daisugi“ bezeichnete Methode zum Beschnitt der Bäume angewandt, um nachhaltig möglichst geradwüchsige Stämme zu erzeugen (dai für „Plattform“): Hierbei wird der Stamm oberhalb des Erdaustritts so gekürzt, dass er – als „Mutterbaum“ – eine Plattform für mehrere weitere geradlinig aufrecht wachsende Jungbäume bildet. An diesen wiederum werden erstmals nach fünf bis sechs Jahren die unteren Äste abgeschnitten und nur wenige Äste an der Baumspitze belassen. Alle zwei weiteren Jahre werden dann neue Keimlinge an der Basis vorsichtig entfernt, um die Plattform möglichst wenig zu belasten. Sobald die aufgewachsenen Stämme nach 10 bis 15 Jahren die gewünschte Stärke erreichen, werden sie gefällt und auf ihrer Plattform neue nachgezogen. Dies kann über 100 bis 300 Jahre gepflegt werden, dann verliert der Mutterstamm allmählich an Kraft.
Aus dem manchmal sehr großen Hauptstamm werden z. B. große Rahmentrommeln hirado taiko gefertigt.

## Zuchtformen
Zuchtformen sind:
- Araucarioides: Diese Form trägt ein bizarres Gewirr aus rattenschwanzartigen Zweigen; sie wird bis 3 Meter hoch.
- Bandai-Sugi: Der Wuchs dieser Form ist zunächst kugelförmig, später unregelmäßig. Sie trägt dicke Nadeln, die sich im Winter matt bronzefarben verfärben.
- Compacta (Syn.: Lobbii): Diese Form ist in Gärten häufiger anzutreffen und wurde 1853 über Java aus Japan eingeführt. Sie hat eine dichtere, aber ungleichmäßigere Krone sowie kürzere Zweige als der Typ.
- Cristata: Sie ist selten anzutreffen. Sie wird nur bis 10 m hoch und bildet eine sehr schmale Krone aus.
- Elegans: Diese langsamwüchsige Form wächst als etwa 2,5 m breite Säule in Höhen bis 10 m. Sie ist in Deutschland durchaus häufiger in Kultur. Sie hat eine fuchsrote Rinde; die schmalen Blätter sind weich und etwa 20 mm lang. Im Winter färbt sich die Belaubung matt bronze- oder pflaumenfarben.
- Elegans Nana: Wie Elegans, aber kleinwüchsig.
- Elegans Viridis
- Globosa Nana: Diese Form wächst als dichte grüne Kugel. Der frische Austrieb im Frühjahr und Sommer ist hellgrün. Sie gilt als kleinwüchsig, kann aber auch Kugeldurchmesser bis 3 m erreichen.
- Gracilis: starkwüchsige Baumform.
- Jindai-sugi: Die langsamwüchsige Form bildet einen unregelmäßig geformten Busch. Das dichte Nadelkleid ist hellgrün.
- Monstrosa Nana
- Rasen-sugi
- Vilmoriniana: Diese von Vilmorin um 1890 aus Japan eingeführte Form ist zwergwüchsig, bis 30 cm hoch und für Steingärten geeignet.
- Vilmoriniana Gold

## Quelle
- conifers.org: Cryptomeria japonica (engl.)